# Hamilton (Indiana)
Hamilton è un comune degli Stati Uniti d'America, situato nello Stato dell'Indiana, diviso tra la contea di Steuben e la contea di DeKalb.